# Ceolwulf 1. af Mercia
Ceolwulf 1. af Mercia var en angelsaksisk konge over Mercia fra 821 til han blev afsat i 823. Han var bror til Coenwulf, der var hans forgænger på tronen, og han blev afsat af Beornwulf. Han var konge under Mercias overherredømme, og var således også konge over Kongeriget East Anglia og Kongeriget Kent.
William af Malmesbury skriver at efter Cœnwulf: "svandt kongeriget Mercia, og hvis jeg må bruge udtrykket, næsten livløs, producerede intet der er værd at mindes i historien." Mercia havde dog et øjeblik, som William ikke kendte til, hvilket indikeres i året 822 i Annales Cambriae hvor der står "fæstningen Degannwy (i Gwynedd) blev ødelagt af sakserne og de overtog kontrollen over kongeriget Powys."
I et senere charter beskrives de kaotiske tider under Ceolwulfs regeringstid: "Efter Cœnwulfs død, konger over Mercia, var der mange uoverensstemmelser og utallige disputter blandt de ledende personer – konger, biskopper, præster i guds kirker – inden for alle typer sekulære områder". I 823, et stykke tid efter 26. maj, hvor han gav land til ærkebiskop Wulfred i bytte for guld og sølv, blev Ceolwulf afsat. Hans efterfølgers ophav er ikke kendt.
Ceolwulf regerede Kent direkte – i hans to chartre blev han omtalte som "Konge over mercianerne og folket i Kent".